# Liste der Biografien/Schneider, O
Liste der Biografien |
Portal Biografien |
O Personensuche
# |
A |
B |
C |
D |
E |
F |
G |
H |
I |
J |
K |
L |
M |
N |
O |
P |
Q |
R |
S |
T |
U |
V |
W |
X |
Y |
Z |
?
 
Sa |
Sb |
Sc |
Sd |
Se |
Sf |
Sg |
Sh |
Si |
Sj |
Sk |
Sl |
Sm |
Sn |
So |
Sp |
Sq |
Sr |
Ss |
St |
Su |
Sv |
Sw |
Sy |
Sz
 
Sca–Sce |
Sch |
Sci–Scz
 
Scha |
Schc |
Schd |
Sche |
Schg |
Schi |
Schj |
Schk |
Schl |
Schm |
Schn |
Scho |
Schp |
Schr |
Schs |
Scht |
Schu |
Schv |
Schw |
Schy
 
Schna |
Schne |
Schni |
Schno |
Schnu |
Schny
 
Schneb |
Schnec |
Schned |
Schnee |
Schneg |
Schneh |
Schnei |
Schnek |
Schnel |
Schnep |
Schner |
Schnet |
Schneu |
Schnew |
Schney |
Schnez
 
Schneib |
Schneic |
Schneid |
Schneie |
Schneik |
Schneis |
Schneit
 
Schneida |
Schneide |
Schneidh |
Schneidl |
Schneidm |
Schneidr |
Schneidt
 
Schneidem |
Schneiden |
Schneider |
Schneidew
 
Schneider, A |
Schneider, B |
Schneider, C |
Schneider, D |
Schneider, E |
Schneider, F |
Schneider, G |
Schneider, H |
Schneider, I |
Schneider, J |
Schneider, K |
Schneider, L |
Schneider, M |
Schneider, N |
Schneider, O |
Schneider, P |
Schneider, R |
Schneider, S |
Schneider, T |
Schneider, U |
Schneider, V |
Schneider, W |
Schneider, Y |
Schneiderb |
Schneidere |
Schneiderf |
Schneiderh |
Schneiderl |
Schneiderm |
Schneidero |
Schneiders |
Schneiderw
Die Liste der Biografien führt alle Personen auf, die in der deutschsprachigen Wikipedia einen Artikel haben. Dieses ist eine Teilliste mit 12 Einträgen von Personen, deren Namen mit den Buchstaben „Schneider, O“ beginnt.

## Schneider, O

### Schneider, Od
- Schneider, Oda (1892–1987), österreichische katholische Schriftstellerin

### Schneider, Ol
- Schneider, Olivia (* 1996), deutsche Influencerin, Künstlerin und Sozialarbeiterin

### Schneider, Os
- Schneider, Oscar (1927–2024), deutscher Politiker (CSU), MdBOscar Schneider (1927–2024)

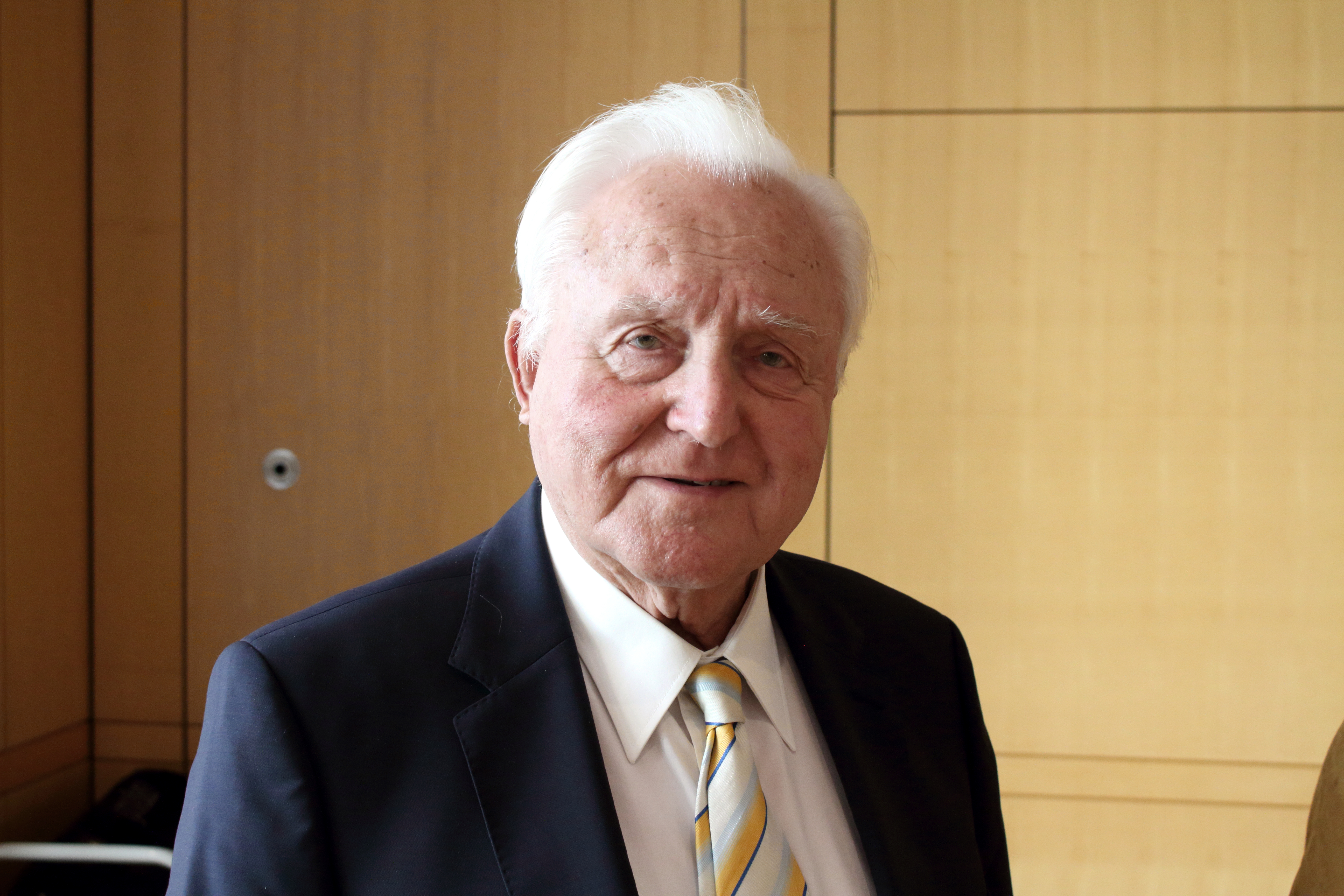
Oscar Schneider (1927–2024)

- Schneider, Oskar (1841–1903), deutscher Lehrer, Natur- und Heimatforscher
- Schneider, Oswald (1885–1965), deutscher Wirtschaftswissenschaftler

### Schneider, Ot
- Schneider, Othmar (1928–2012), österreichischer Skirennläufer und Sportschütze
- Schneider, Otto (1815–1880), deutscher Klassischer Philologe
- Schneider, Otto (1890–1946), deutscher Bildhauer und Keramiker
- Schneider, Otto (1902–1947), deutscher Politiker (CDU in der SBZ)
- Schneider, Otto (1904–1992), deutscher Politiker und Oberbürgermeister der Stadt Zwickau (1954–1958)
- Schneider, Otto (1912–1991), österreichischer Komponist, Musikpädagoge und Musikwissenschaftler
- Schneider, Otto Wilhelm (1896–1975), deutscher Politiker (DP), MdL